# Beter Onderwijs Vlaanderen
Beter Onderwijs Vlaanderen is een vereniging opgericht in 2009 door en voor mensen die de kwaliteit van het betere Vlaamse onderwijs willen bewaren. De vereniging klaagt de vernieuwingsdrift (of vernielingsdrift) aan waarmee beleidsmakers, specialisten en academici het onderwijs naar hun hand zetten onder het motto: "Als het nieuw is, is het goed!"
De kernpunten: 
- Geef het onderwijs terug aan de mensen die het op de werkvloer moeten waarmaken.
- Organiseer doelgericht en effectief onderwijs door goed opgeleide leerkrachten.
- De kerntaak van het onderwijs is cultuuroverdracht.
- Het grootste deel van de budgetten moet gaan naar het onderwijzen zelf.
- Onderzoek alles, verander wat niet deugt maar behoud wat goed is.

Waar O-ZON (onderwijs zonder ontscholing) zich meer richt op het secundair en hoger onderwijs, is Beter Onderwijs Vlaanderen vooral begaan met het kleuter- en lager onderwijs.
De vereniging onderhoudt goede contacten met Beter Onderwijs Nederland en staat volledig achter het gedachtegoed van de Onderwijskrant.